# Heracles in het seizoen 1964/65
Het seizoen 1964/1965 was het 11e jaar in het bestaan van de Almelose voetbalclub Heracles. De club kwam uit in de Eredivisie en eindigde daarin op de negende plaats. Tevens deed de club mee aan het toernooi om de KNVB Beker, hierin werd in de tweede ronde verloren van Blauw-Wit (2–4).

## Wedstrijdstatistieken

### Eredivisie
|       | ADO   | Ajax  | DOS   | DWS   | Sportclub Enschede | Feijenoord | Fortuna '54 | Go Ahead | GVAV  | MVV   | NAC   | PSV   | Sittardia | Sparta | Telstar |
| ----- | ----- | ----- | ----- | ----- | ------------------ | ---------- | ----------- | -------- | ----- | ----- | ----- | ----- | --------- | ------ | ------- |
| Thuis | 1 – 1 | 1 – 0 | 1 – 0 | 1 – 0 | 1 – 2              | 1 – 5      | 2 – 4       | 0 – 6    | 0 – 0 | 3 – 2 | 4 – 2 | 1 – 4 | 0 – 3     | 1 – 1  | 1 – 1   |
| Uit   | 2 – 0 | 1 – 4 | 1 – 4 | 5 – 0 | 1 – 0              | 5 – 0      | 2 – 0       | 2 – 2    | 0 – 0 | 1 – 0 | 0 – 0 | 0 – 1 | 1 – 4     | 0 – 2  | 0 – 1   |

### KNVB Beker
| 1e ronde                                            | HVC                                                     | 1 – 2 (0 – 1) | Heracles                                    |
| 4 oktober 1964 Plaats: Amersfoort Birkhoven         | Rudi Nijenhuis 74'                                      |               | 37' Hennie van Nee 67' (pen.) Gerrit Pesman |
| 2e ronde                                            | Blauw-Wit                                               | 4 – 2 (1 – 0) | Heracles                                    |
| 6 december 1964 Plaats: Amsterdam Olympisch Stadion | Bert Slisser 24' Hans Verhagen 46', 75' Ruud Muskee 54' |               | 56' Gerrit Borghuis Roel Greving            |

## Statistieken Heracles 1964/1974

### Eindstand Heracles in de Nederlandse Eredivisie 1964 / 1965
| Stand | Gespeeld | Gewonnen | Gelijk | Verloren | Punten | Doelpunten voor | Doelpunten tegen |
| ----- | -------- | -------- | ------ | -------- | ------ | --------------- | ---------------- |
| 9e    | 30       | 11       | 7      | 12       | 29     | 36              | 52               |

### Topscorers
| #      | Naam            | Goal |
| ------ | --------------- | ---- |
| 1.     | Hennie van Nee  | 12   |
| 2.     | Herman Morsink  | 8    |
| 3.     | Rolf Greving    | 6    |
| 4.     | Gerrit Pesman   | 3    |
| 5.     | Gerrit Borghuis | 2    |
| 5.     | Bennie Marcus   | 2    |
| 5.     | Herman Vrielink | 2    |
| 8.     | Henk Kalsbeek   | 1    |
| Totaal | Totaal          | 36   |

| #      | Naam            | Goal |
| ------ | --------------- | ---- |
| 1.     | Gerrit Borghuis | 1    |
| 1.     | Roel Greving    | 1    |
| 1.     | Hennie van Nee  | 1    |
| 1.     | Gerrit Pesman   | 1    |
| Totaal | Totaal          | 4    |

## Voetnoten
ADO ·
Ajax ·
DOS ·
DWS ·
Sportclub Enschede ·
Feijenoord ·
Fortuna '54 ·
Go Ahead ·
GVAV ·
Heracles ·
MVV ·
NAC ·
PSV ·
Sittardia ·
Sparta ·
Telstar